# Sandor Landeau

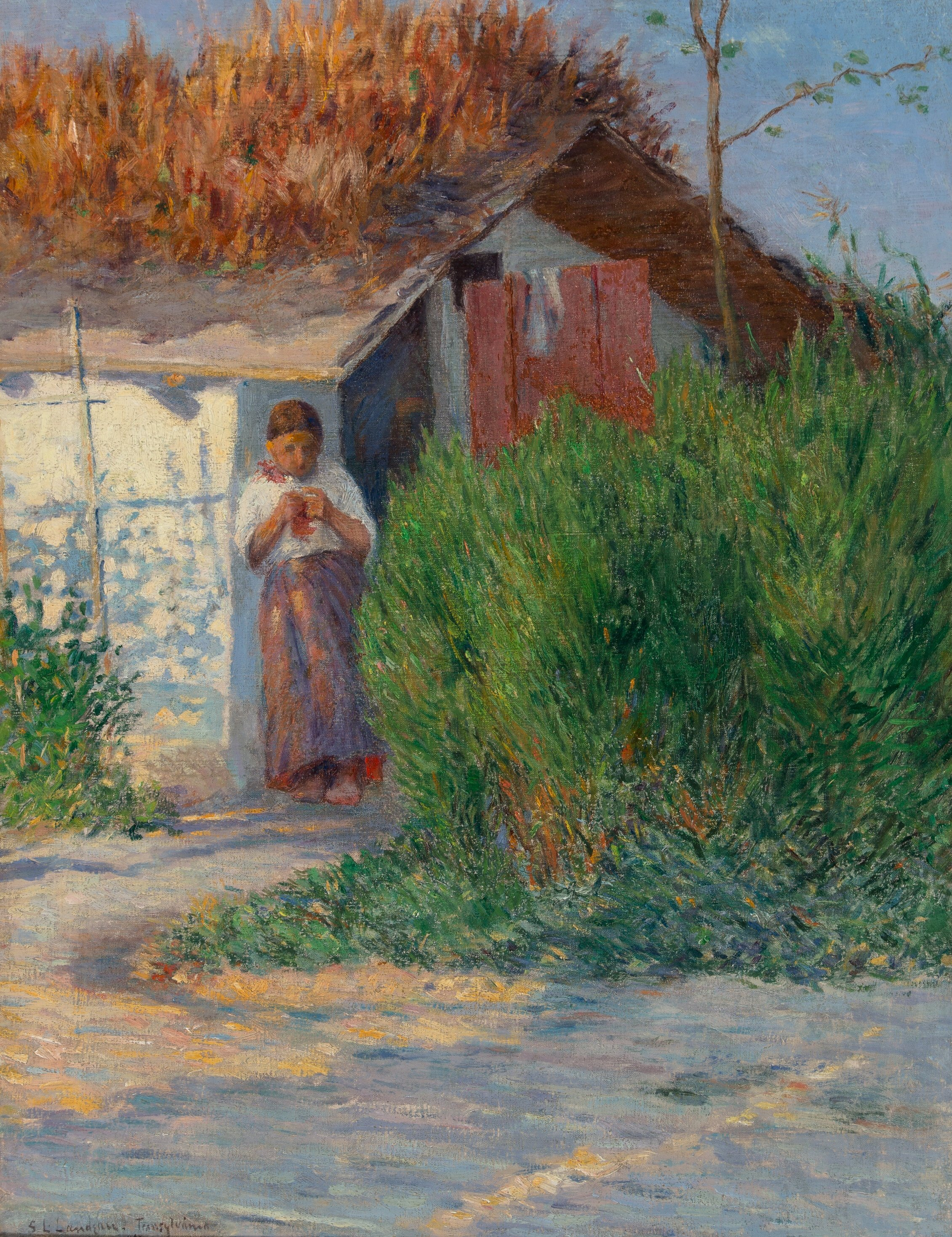
Peasant Girl, Transylvania von Sandor Leopold Landeau, 1894

Sandor Leopold Landeau (* 1864 als Sándor Lipót Landeau im Königreich Ungarn; † 1924 in East Aurora, New York) war ein ungarisch-amerikanischer Maler, Wandmaler, Grafiker, Glasmaler und Kunstlehrer. Er war bekannt für religiöse Gemälde, Landschaften, Marinemalerei, Porträts und Genrebilder aus Frankreich, Italien, Palästina, Griechenland und den Vereinigten Staaten.

## Leben
Sandor Landeau wuchs in den USA auf, wohin seine Familie in den 1870er Jahren übersiedelte. Seine Eltern lebten in Cincinnati, Ohio, wo sein Vater als Kaufmann arbeitete. Im Alter von 15 Jahren ging er nach La Crosse, Wisconsin, um Kunst zu studieren. Dort eröffnete er 1888 ein Atelier im McMillan Building. Seine Mäzenin Louise Wood Withee ermöglichte ihm 1893 einen Studienaufenthalt in Paris. Dort studierte er an der  Académie Julian bei Jean-Paul Laurens und Jean-Joseph Benjamin-Constant sowie bei Mihály Munkácsy. Während seines Studiums in Paris lernte er den Maler Alexis Jean Fournier kennen, der später eine entscheidende Rolle in seiner Karriere spielen sollte.  
1898/99 reiste Landeau mit dem Maler Henry Ossawa Tanner nach Palästina, wo beide in Jerusalem und am Toten Meer malten. Dort lernte er Marie Louise Whitney kennen, die er 1899 in New York heiratete. Danach lebte das Paar in Paris. In jungen Jahren wurde Sandor Landeau von seiner Familie als vermisst gemeldet. Nach seinem Umzug nach La Crosse brach der Kontakt ab, und erst um 1900 erfuhren seine Angehörigen von seiner Karriere in Paris. Sandor Landeau lebte über zwanzig Jahre in Paris und stellte regelmäßig im Pariser Salon sowie in den Vereinigten Staaten aus. Er war Mitglied der American Art Association of Paris und des Old American Art Club in Montparnasse. Im Jahr 1915 zog er auf Einladung von Fournier in die Vereinigten Staaten und schloss sich der Roycroft-Künstlergemeinschaft in East Aurora, New York, an, wo er bis zu seinem Tod blieb.

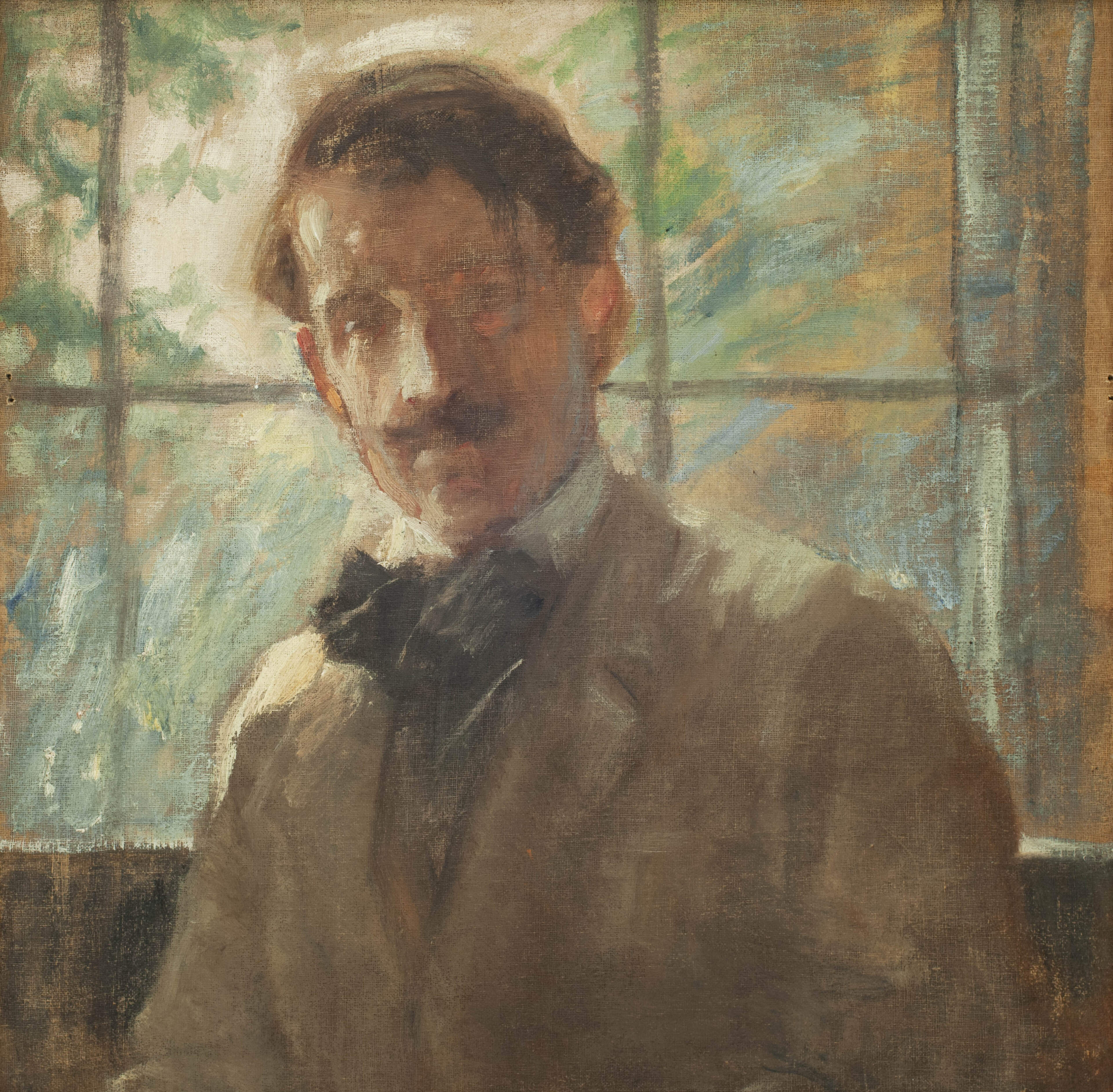
Sandor L. Landeau, Porträt von Alexis J. Fournier, um 1915. Burchfield Penney Art Center

Sandor Landeau gewann mehrere Auszeichnungen, darunter den Zweiten Wanamaker-Preis für Annunciation to the Shepherds (1900) in Paris, eine lobende Erwähnung für dasselbe Werk auf der Pan-American Exposition 1901 in Buffalo und die Goldmedaille für A Prayer for the Lost at Sea im Pariser Salon 1907. Die französische Regierung bot an, dieses Werk für die Staatssammlung zu erwerben, doch Landeau lehnte auf Anraten von Freunden ab. Später übergab er das Gemälde als Ausgleich für ausstehende Mieten an die Roycroft-Gemeinschaft.